# Такна
Такна (ісп. Tacna; кеч. Taqna) — місто на півдні Перу, адміністративний центр однойменної провінції, знаходиться за 35 кілометрів від кордону з Чилі. З 1836 по 1839 рік місто Такна було столицею Перуано-болівійської конфедерації.
Спочатку місто було названо Сан-Педро-де-Такна (ісп. San Pedro de Tacna). Воно отримало репутацію патріотичного міста, оскільки в ньому більшість вулиць названі на честь героїв війни за незалежність Перу, а також на честь героїв другої тихоокеанської війни. У Такні знаходиться національний перуанський залізничний музей.
У 2000 році в місті відкрито першу в Перу мечеть Баб уль-Іслам.

## Клімат
Місто знаходиться у зоні, котра характеризується кліматом тропічних пустель. Найтепліший місяць — лютий із середньою температурою 22.3 °C (72.2 °F). Найхолодніший місяць — липень, із середньою температурою 14.6 °С (58.2 °F).
| Клімат Такни            | Клімат Такни | Клімат Такни | Клімат Такни | Клімат Такни | Клімат Такни | Клімат Такни | Клімат Такни | Клімат Такни | Клімат Такни | Клімат Такни | Клімат Такни | Клімат Такни | Клімат Такни |
| Показник                | Січ.         | Лют.         | Бер.         | Квіт.        | Трав.        | Черв.        | Лип.         | Серп.        | Вер.         | Жовт.        | Лист.        | Груд.        | Рік          |
| Середній максимум, °C   | 27,2         | 28           | 27,1         | 24,9         | 22,3         | 20,3         | 19,2         | 19,2         | 20,2         | 22,3         | 24           | 25,8         | 23,4         |
| Середня температура, °C | 21,8         | 22,4         | 21,6         | 19,4         | 16,9         | 15,6         | 14,6         | 14,6         | 15,4         | 17,1         | 18,7         | 20,4         | 18,2         |
| Середній мінімум, °C    | 16,4         | 16,7         | 16,2         | 13,8         | 11,6         | 10,8         | 9,9          | 9,9          | 10,7         | 11,8         | 13,4         | 14,9         | 13           |
| Норма опадів, мм        | 0.4          | 0.6          | 0.2          | 0.5          | 1.9          | 2.2          | 6.7          | 6.9          | 10.9         | 3.7          | 0.8          | 0.7          | 35.5         |
| ----------------------- | ------------ | ------------ | ------------ | ------------ | ------------ | ------------ | ------------ | ------------ | ------------ | ------------ | ------------ | ------------ | ------------ |
| Джерело: Weatherbase    |              |              |              |              |              |              |              |              |              |              |              |              |              |

## У мистецтві

### У літературі
- Маріо Варгас Льоса присвятив місту свою п'єсу «Сеньорита з Такни» (1981).

## Відомі люди
В місті народився Фернандо Савала (* 1971) — перуанський економіст, прем'єр-міністр Перу (2016—2017). 

## Міста-побратими
- Ла-Пас (Болівія)
- Ікіке, Чилі
- Ліма, Перу
- Пуно, Перу
- Мендоса (місто), Аргентина